# Robert Ghrist
Robert W. Ghrist, né en 1969 à Euclid dans l'Ohio, est un mathématicien américain, réputé pour ses travaux sur les méthodes topologiques en mathématiques appliquées. 

## Biographie
En 1991, Ghrist obtient son baccalauréat en génie mécanique à l'Université de Toledo. Il obtient sa maîtrise en 1994, puis son doctorat en 1995, à l'Université Cornell sous la direction de Philip Holmes avec une thèse intitulée  The link of periodic orbits of a flow. De 1996 à 1998, il est R. H. Bing Instructor à l'Université du Texas, professeur assistant à partir de 1998, puis à partir de 2002 professeur associé au Georgia Institute of Technology. En 2002, il devient professeur associé et en 2004 professeur à l'Université de l'Illinois à Urbana-Champaign. À partir de 2007, il est au Information Trust Institute. En 2008, il est nommé Andrea Mitchell Penn Integrating Knowledge University Professor en mathématiques et génie électrique et des systèmes à l'Université de Pennsylvanie.
Ghrist a été chercheur invité en 1995 à l'Institute for Advanced Study et en 2000 à l'Institut Isaac Newton de Cambridge.  

## Recherche
Ghrist travaille sur l'application des méthodes topologiques aux systèmes dynamiques, aux robots, à l'hydrodynamique et aux systèmes d'information, tels que les réseaux de capteurs. 

## Honneurs et récompenses
En 2002, Ghrist reçoit un Presidential Early Career Award. En 2013, il reçoit le prix Chauvenet pour Barcodes: The Persistent Topology of Data et en 2014 il est Conférencier Gauss de la Deutsche Mathematiker-Vereinigung.

## Publications (sélection)
- Robert W. Ghrist, Philip Holmes et Michael Sullivan, Knots and Links in Three-dimensional Flows, Springer Verlag, coll. « Lecture Notes in Mathematics » (no 1654), 1997, x+208 (ISBN 978-3-540-62628-2)
- (en) Michael Farber, Robert W. Ghrist, Martin Burger et Daniel E. Koditschek (éditeurs), Topology and Robotics, Providence (R.I.), American Mathematical Society, coll. « Contemporary Mathematics » (no 438), 2007, 192 p. (ISBN 978-0-8218-4246-1, lire en ligne)
- Robert W. Ghrist, Elementary Applied Topology, Createspace, 2014, 276 p. (ISBN 978-1-5028-8085-7)
- Robert W. Ghrist, « Barcodes: the persistent topology of data », Bull. Amer. Math. Soc., vol. 45,‎ 2008, p. 61–75 (DOI 10.1090/s0273-0979-07-01191-3, lire en ligne)